# Plasmode

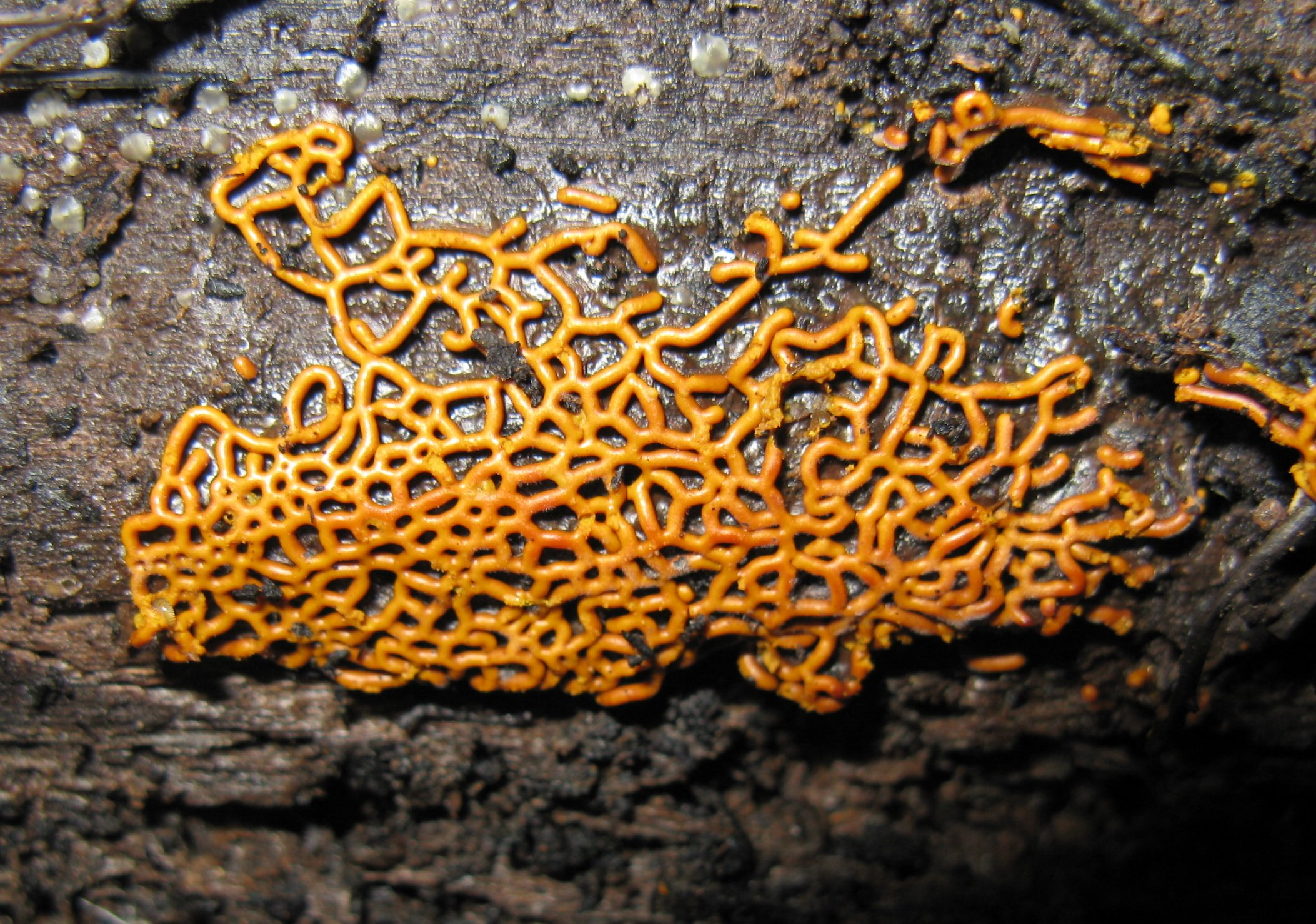
Plasmodium d' Hemitrichia serpula. Cette structure vivante contient de nombreux noyaux mais ne forme qu'une unique cellule (ces noyaux ne sont pas séparés, par aucune membrane ni paroi cellulaire).

Un plasmode, ou plasmodium ou thalle plasmodial, est une masse de cytoplasme molle, déformable, sans paroi squelettique, dans laquelle le noyau s'est divisé un grand nombre de fois sans qu'il y ait eu de cloisonnement par des membranes plasmiques.
Dans un plasmode, chaque noyau et le cytoplasme qui l'entoure constituent une énergide.
Le plasmode prend souvent une forme organisée, ramifiée ou réticulée, et il peut se déplacer.
Certains protistes parasites peuvent développer un plasmode à l'intérieur d'un autre organisme vivant.

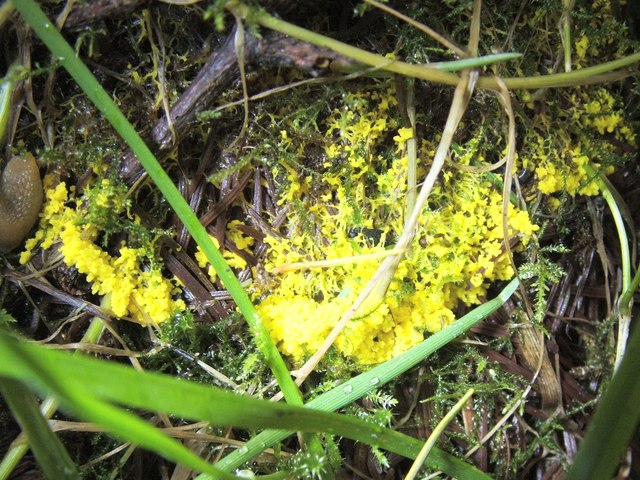
Plasmode de Fuligo septica.

## Histoire scientifique
Après avoir découvert l'existence des plasmodes, on en distingue de deux types :
1. Les plasmodes fusionnés, ou ordinaires (issus d'une fusion par anastomose) ;
2. Les plasmodes agrégés ou les myxamibes se regroupent et vivent à l'unisson en formant une masse animée par le glissement des individus les uns sur les autres (1er cas signalé par Cienkowski en 1873[2] ).

On apprend peu à peu à isoler les plasmodes de certaines espèces et à les cultiver pour pouvoir les étudier in vitro. En 1932 G. Mangenot étudie les effets de colorants vitaux sur les plasmodes de Fuligo septica, en 1949, Marcel Locquin utilise le radium (radioactif) pour étudier les courants protoplasmiques de plasmodes de myxomycètes et en 1954, L. Tauc distingue et décrit des phénomènes bioélectriques dans les plasmodes de Physarum-Polycephalum. On étudie ensuite leur capacité à se déplacer, dans un labyrinthe où est placé un élément nutritif.

## Taxonomie
Quand il s'agissait d'un organisme macroscopique, ce type d'être vivant a d'abord été classé parmi les plantes, dans le groupe des myxamibes, puis parfois parmi les champignons, puis parmi les myxomycètes.